# Leichtathletik-Europameisterschaften 1978/Dreisprung der Männer

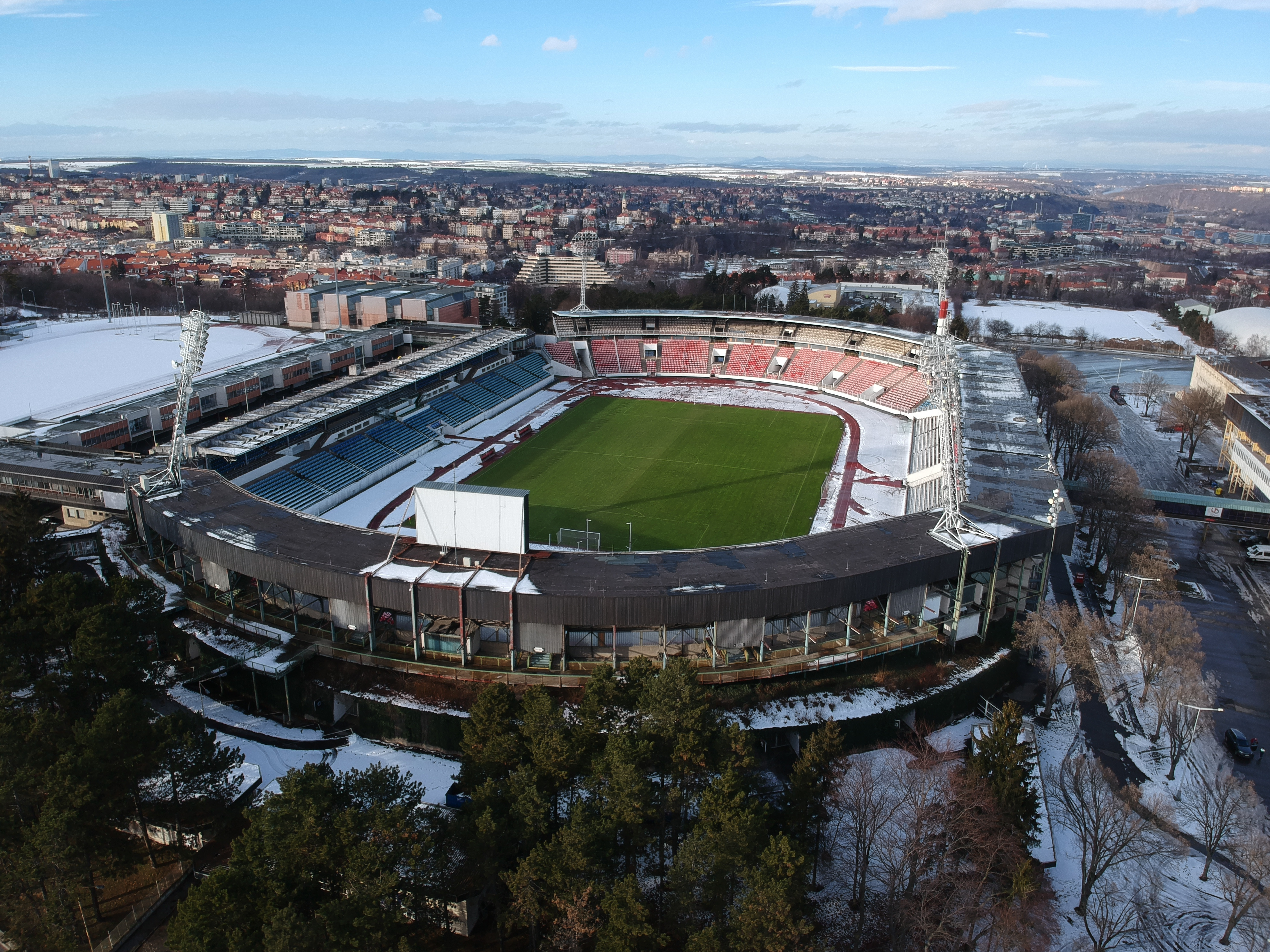
Das Stadion Evžena Rošického von Prag im Jahr 2009

Der Dreisprung der Männer bei den Leichtathletik-Europameisterschaften 1978 wurde am 3. September 1978 im Stadion Evžena Rošického von Prag ausgetragen.
Mit Silber und Bronze errangen die sowjetischen Dreispringer zwei Medaillen in diesem Wettbewerb. Europameister wurde der Jugoslawe Miloš Sreiović. Er gewann vor dem dreifachen Olympiasieger (1968/1972/1976) und zweifachen Europameister (1969/1974) Wiktor Sanejew. Bronze ging an Anatoli Piskulin.

## Bestehende Rekorde
| Weltrekord           | 17,89 m | João Carlos de Oliveira | Mexiko-Stadt, Mexiko                         | 15. Oktober 1975   |
| Europarekord         | 17,44 m | Wiktor Sanejew          | Sochumi, UdSSR (heute Abchasien in Georgien) | 17. Oktober 1972   |
| Meisterschaftsrekord | 17,34 m | Wiktor Sanejew          | EM Athen, Griechenland                       | 17. September 1969 |

Der seit 1969 bestehende EM-Rekord wurde bei diesen Europameisterschaften nicht erreicht. Die größte Weite erzielte der jugoslawische Europameister Miloš Sreiović mit 16,94 m, womit er vierzig Zentimeter unter dem Rekord blieb. Zum Europarekord fehlten ihm fünfzig Zentimeter, zum Weltrekord 95 Zentimeter.

## Durchführung
Bei nur fünfzehn Teilnehmern entfiel die für den 2. September 1978, 9:30 Uhr vorgesehene Qualifikation. Alle Dreispringer traten am darauffolgenden Tag gemeinsam zum Finale an.

## Legende
Kurze Übersicht zur Bedeutung der Symbolik – so üblicherweise auch in sonstigen Veröffentlichungen verwendet:
| x   | ungültig                                    |
| NWI | keine Windinformation (No Wind Information) |

## Windbedingungen
In der folgenden Ergebnisübersicht sind die Windbedingungen zu den jeweiligen Bestweiten der einzelnen Athleten auf den Rängen eins bis acht benannt. Der erlaubte Grenzwert liegt bei zwei Metern pro Sekunde. Bei stärkerer Windunterstützung wird die Weite für den Wettkampf gewertet, findet jedoch keinen Eingang in Rekord- und Bestenlisten.

## Finale
3. September 1978, 17:00 Uhr
| Platz | Name                 | Nation           | Resultat (m) Wind (m/s) | 1. Versuch (m) | 2. Versuch (m) | 3. Versuch (m) | 4. Versuch (m)                           | 5. Versuch (m)                           | 6. Versuch (m)                           |
| 1     | Miloš Sreiović       | Jugoslawien      | 16,94 / ±0,0            | 16,24          | 16,28          | 16,39          | 16,60                                    | 16,73                                    | 16,94                                    |
| 2     | Wiktor Sanejew       | Sowjetunion      | 16,93 / +0,9            | 16,84          | 16,71          | 16,92          | 16,50                                    | 16,93                                    | 16,79                                    |
| 3     | Anatoli Piskulin     | Sowjetunion      | 16,87 / +0,4            | 14,47          | x              | 16,87          | x                                        | x                                        | 16,65                                    |
| 4     | Bernard Lamitié      | Frankreich       | 16,87 / +0,1            | 16,36          | 16,59          | 16,55          | 16,87                                    | x                                        | 16,27                                    |
| 5     | Henads Waljukewitsch | Sowjetunion      | 16,64 / +1,2            | 15,87          | 16,40          | 15,85          | 16,62                                    | 16,64                                    | x                                        |
| 6     | Keith Connor         | Großbritannien   | 16,64 / +0,4            | 16,19          | 16,51          | 16,64          | 16,32                                    | x                                        | x                                        |
| 7     | Milan Spasojevic     | Jugoslawien      | 16,62 / ±0,0            | 16,41          | 16,62          | x              | 16,08                                    | x                                        | 15,96                                    |
| 8     | Aston Moore          | Großbritannien   | 16,55 / +0,6            | x              | 15,88          | 16,49          | 16,55                                    | 14,96                                    | 14,82                                    |
| 9     | János Hegedis        | Jugoslawien      | 16,24 / NWI             | x              | 16,24          | x              | nicht im Finale der besten acht Springer | nicht im Finale der besten acht Springer | nicht im Finale der besten acht Springer |
| 10    | Eugeniusz Biskupski  | Polen            | 16,23 / NWI             | 15,84          | 16,23          | 15,98          | nicht im Finale der besten acht Springer | nicht im Finale der besten acht Springer | nicht im Finale der besten acht Springer |
| 11    | Lothar Gora          | DDR              | 16,20 / NWI             | 16.08          | 16,03          | 16,20          | nicht im Finale der besten acht Springer | nicht im Finale der besten acht Springer | nicht im Finale der besten acht Springer |
| 12    | Gábor Katona         | Ungarn           | 16,18 / NWI             | 15,96          | 16,18          | x              | nicht im Finale der besten acht Springer | nicht im Finale der besten acht Springer | nicht im Finale der besten acht Springer |
| 13    | Karel Hradil         | Tschechoslowakei | 16,05 / NWI             | 15,73          | 16,05          | 15,31          | nicht im Finale der besten acht Springer | nicht im Finale der besten acht Springer | nicht im Finale der besten acht Springer |
| 14    | Carol Corbu          | Rumänien         | 16,02 / NWI             | 15,47          | 15,78          | 16,05          | nicht im Finale der besten acht Springer | nicht im Finale der besten acht Springer | nicht im Finale der besten acht Springer |
| 15    | Béla Bakosi          | Ungarn           | 15,74 / NWI             | x              | 15,74          | 15,48          | nicht im Finale der besten acht Springer | nicht im Finale der besten acht Springer | nicht im Finale der besten acht Springer |

Nach zwei EM-Titeln 1969/1974 und drei Olympiasiegen von 1968 bis 1976 errang Wiktor Sanejew wie schon 1971 EM-Silber
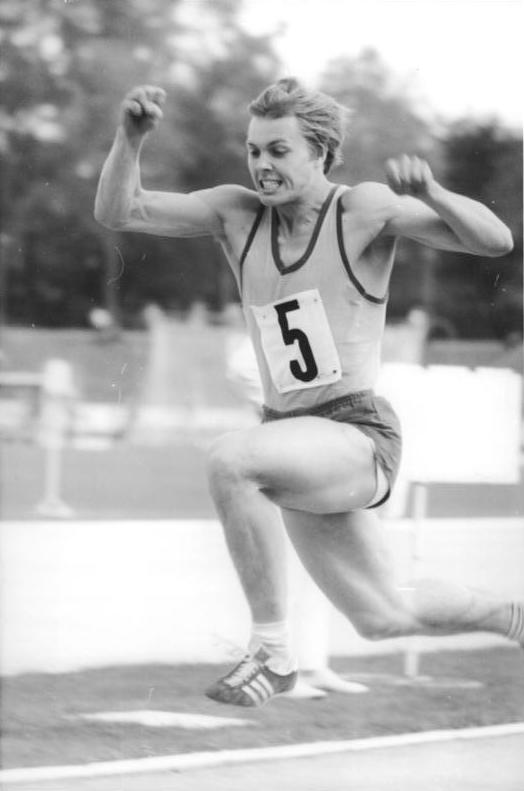
Lothar Gora, EM-Sechster 1974, erreichte diesmal Platz elf